# Хокон Віум Лі
Хокон Віум Лі (норв. Håkon Wium Lie) (нар. 27 липня 1965, Норвегія) — учений, фахівець в області інформатики, який запропонував каскадні таблиці стилів (CSS). В англомовних текстах його часто називають howcome, а норвезьке ім'я вважають таким, що важко читається.

## Біографія
Найвідоміший тим, що в 1994 році запропонував концепцію каскадних таблиць стилів. У той час він працював на W3C, INRIA, CERN, MIT Media Lab, Norwegian Telecom Research та ін.
З 1999 року працює головним інженером (CTO) норвезької компанії Opera Software, яка займається розробкою браузера Opera.
В 2005 році запропонував тест Acid2, призначений для поліпшення підтримки стандартів CSS в браузерах.
З 2005 року є членом правління австралійської компанії YesLogic, основним продуктом якої є Prince XML — додаток для створення якісних друкарських публікацій у форматі PDF, в основі роботи якого лежить CSS-форматування.
В 2006 році в Університеті Осло захистив дисертацію за темою «Каскадні таблиці стилів».

## Список творів
Лі у співавторстві з Бертом Босом написав книгу про CSS, яка вийшла в трьох виданнях. 
- Cascading Style Sheets: Designing for the Web, ISBN 020141998X
- Cascading Style Sheets: Designing for the Web (2nd Edition), ISBN 0201596253
- Cascading Style Sheets: Designing for the Web (3rd Edition), ISBN 0321193121